# PlayStation VR

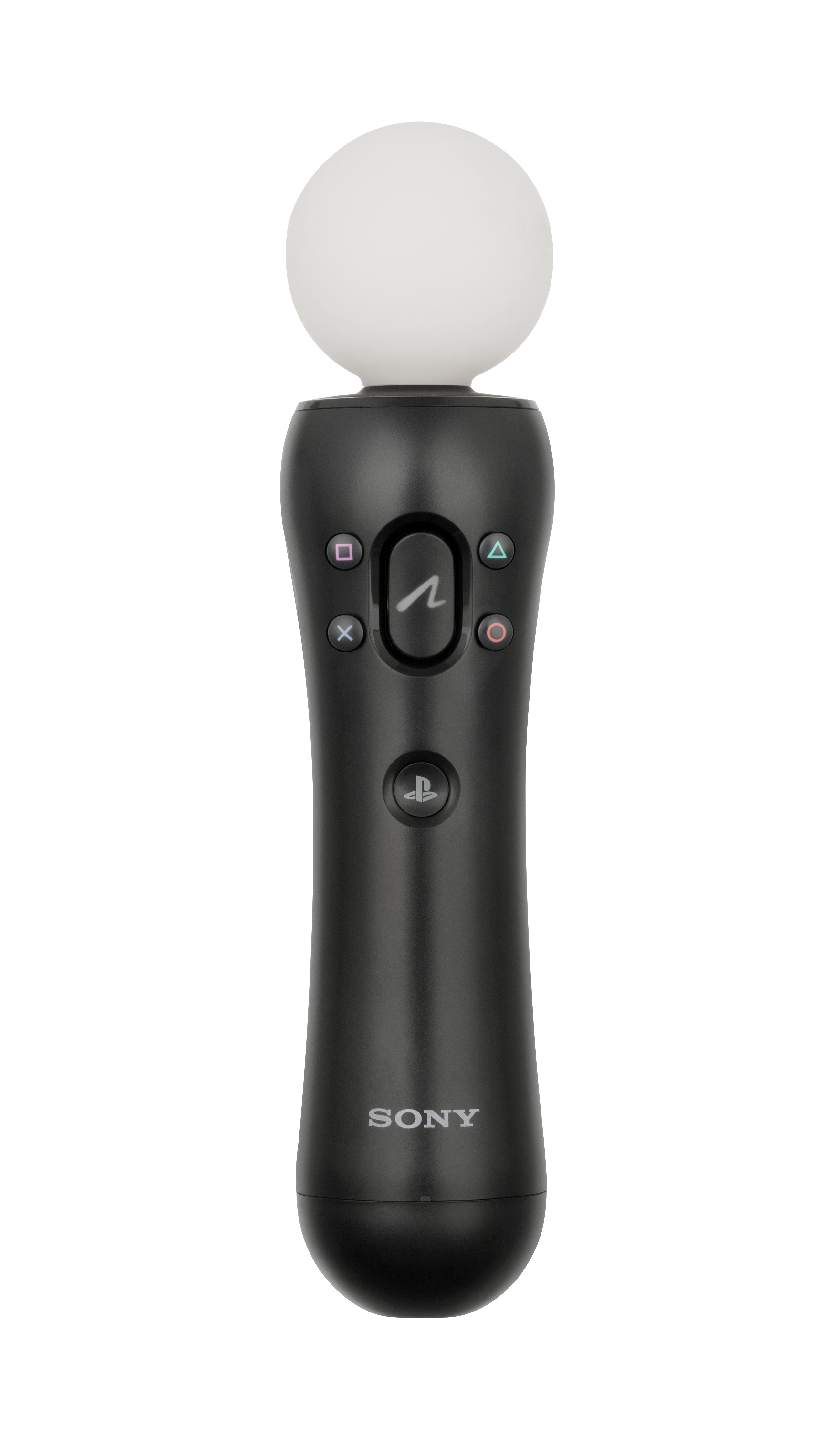
Kontroler do PlayStation VR

PlayStation VR (w skrócie: PS VR; nazwa robocza: Project Morpheus) – zestaw gogli wirtualnej rzeczywistości opracowany przez Sony Interactive Entertainment, którego premiera miała miejsce w październiku 2016 roku.
Zestaw jest w pełni kompatybilny z konsolami PlayStation 4 i PlayStation 5. PlayStation VR może jednocześnie wyświetlać obraz w goglach i na telewizorze – w tym ostatnim przypadku wyświetlana jest albo treść, którą widzi gracz mający na głowie gogle, albo inny obraz związany z rozgrywką wieloosobową. Zestaw wspiera zarówno standardowy kontroler DualShock 4, jak również PlayStation Move i przeznaczony specjalnie dla niego karabin PlayStation VR Aim. Do 31 grudnia 2019 roku sprzedano 5 milionów zestawów PlayStation VR.

## Historia
Zainteresowanie Sony goglami wirtualnej rzeczywistości sięga lat 90. XX wieku. Pierwszy komercyjny projekt firmy tego typu, Glasstron, został wydany w 1997 roku, a wykorzystywała go m.in. gra MechWarrior 2, pozwalająca wyświetlać w goglach widok z kokpitu pilotowanego przez gracza mecha.
Na początku 2014 roku Anton Michajłow, przedstawiciel działu inżynieryjnego Sony Interactive Entertainment, ogłosił, że jego zespół od ponad trzech lat pracuje nad Project Morpheus. Ujawnił, że debiutujące w 2009 roku kontrolery Move do PlayStation 3 zostały zaprojektowane z myślą o tym, żeby w przyszłości wykorzystać je w technologii VR. Shūhei Yoshida, prezes Sony Interactive Entertainment Worldwide Studios, wyjawił, że projekt narodził się jako oddolna inicjatywa inżynierów i programistów, która przyśpieszyła po premierze kontrolerów Move.
Project Morpheus został zaprezentowany 18 marca 2014 roku podczas Game Developers Conference. Shūhei Yoshida przedstawił go jako „kolejną innowację PlayStation, która ukształtuje przyszłość gier”. 15 września ogłoszono, że projekt trafi do sprzedaży jako PlayStation VR. Niedługo później Sony nabyło startup SoftKinetic, pracujący nad rozpoznawaniem wizualnych gestów wyczuwających głębię.
PlayStation VR trafiło do sprzedaży 13 października 2016 roku. 16 kwietnia 2019 Mark Cerny potwierdził, że technologia będzie kompatybilna z konsolą PlayStation 5.

## Specyfikacja techniczna
W goglach znajduje się 5,7-calowy panel OLED wyświetlający obraz w rozdzielczości 1080p, procesor wyświetlający na telewizorze menu społecznościowe oraz zestaw słuchawkowy obsługujący dźwięk 3D. Na goglach zamontowanych jest również dziewięć pozycjonujących diod elektroluminescencyjnych, pozwalających PlayStation Camera śledzić ich pozycję przy obrocie 360 stopni.

## Gry
W marcu 2016 roku Sony zapowiedziało, że nad grami przeznaczonymi na PlayStation VR pracuje 230 producentów, którzy do końca roku dostarczą pięćdziesiąt tytułów. W gry nieobsługujące technologii wirtualnej rzeczywistości można grać w goglach za sprawą „trybu kinowego”, symulującego ich zawartość w przestrzeni trójwymiarowej. Tryb ten oferuje trzy rozmiary ekranu, do odpowiednika 226 cali oglądanych z odległości 1,8–3 m. PlayStation VR umożliwia również przeglądanie zdjęć i filmów w 360 stopniach, jak również oglądanie filmów 3D – dostępnych z dystrybucji cyfrowych lub odtwarzanych z nośnika Blu-ray. Z goglami kompatybilne są inne funkcje PlayStation 4, takie jak chociażby udostępnianie rozgrywki.

## Odbiór
Opinie większości recenzentów na temat PlayStation VR były z reguły pozytywne. Chwalili oni projekt gogli, łatwość obsługi i ich przystępność – w odróżnieniu od innych zestawów wirtualnej rzeczywistości, wymagających jedynie PlayStation 4, a nie wysoko zaawansowanego komputera osobistego. Większość słów krytyki została skierowana w stronę wydajności systemu, który nawet pomimo „wydajności zbliżonej do tej z komputerów”, umożliwiających korzystanie z Oculus Rift i HTC Vive, charakteryzuje się znacznie mniejszą mocą obliczeniową.
Do 19 lutego 2017 roku sprzedano ponad 915 tys. egzemplarzy PlayStation VR, co według Andrew House’a – globalnego prezesa Sony Interactive Entertainment – znacznie przekroczyło oczekiwania Sony. Do 21 grudnia 2019 roku sprzedano ponad 5 milionów gogli, a do 16 sierpnia 2018 – blisko 21,9 mln egzemplarzy przeznaczonych na nie gier.